# Kevin Stewart
Kevin Stewart (Enfield, Inglaterra, 7 de setiembre de 1993) es un futbolista jamaicano que juega en la posición de centrocampista.

## Selección nacional
El 30 de enero de 2022 debutó con la selección de Jamaica en un partido de clasificación para el Mundial 2022 ante Panamá que perdieron por tres a dos.

## Clubes
| Club                           | País       | Año       |
| ------------------------------ | ---------- | --------- |
| Tottenham Hotspur F. C.        | Inglaterra | 2012-2014 |
| Crewe Alexandra F. C. (cedido) | Inglaterra | 2013      |
| Liverpool F. C.                | Inglaterra | 2014-2017 |
| Cheltenham Town F. C. (cedido) | Inglaterra | 2015      |
| Burton Albion F. C. (cedido)   | Inglaterra | 2015      |
| Swindon Town F. C. (cedido)    | Inglaterra | 2015-2016 |
| Hull City A. F. C.             | Inglaterra | 2017-2020 |
| Blackpool F. C.                | Inglaterra | 2021-2023 |